# Perchiazziïta
La perchiazziïta és un mineral de la classe dels carbonats que pertany al grup de la rosasita-malaquita.

## Característiques
La perchiazziïta és un carbonat de fórmula química Co₂(CO₃)(OH)₂. Va ser aprovada com a espècie vàlida per l'Associació Mineralògica Internacional en el mes de maig de 2023, i va ser publicada l'any següent. Cristal·litza en el sistema monoclínic.
L'exemplar que va servir per a determinar l'espècie, el que es coneix com a material tipus, es troba conservat a les col·leccions del Museu Mineralògic Fersmann, de l'Acadèmia de Ciències de Rússia, a Moscou (Rússia), amb el número de registre: 5944/1.

## Formació i jaciments
Va ser descoberta a la mina del mont Ramazzo, a Borzoli, dins el municipi de Gènova (Ligúria, Itàlia).